# Samoel Cojoc
Samoel Cojoc (*Galați, Rumania, 8 de julio de 1989) es un futbolista rumano. Se desempeña en posición de lateral derecho y actualmente juega en el FC Delta Dobrogea de Rumania.

## Clubes
| Club              | País    | Años      |
| ----------------- | ------- | --------- |
| FC Oțelul Galați  | Rumania | 2007-2016 |
| FC Delta Dobrogea | Rumania | 2016-     |

## Palmarés

### Campeonatos nacionales
| Título                   | Club             | País    | Año     |
| ------------------------ | ---------------- | ------- | ------- |
| Liga I (1)               | FC Oțelul Galați | Rumania | 2010/11 |
| Supercopa de Rumanía (1) | FC Oțelul Galați | Rumania | 2011    |